# Мария Доспевска
Мария (Марика) Борисова Доспевска е българска художничка. Работи с маслена и акварелна техника, създава портретни творби, пейзажи и натюрморти. Внучка е на възрожденския художник Станислав Доспевски.

## Биография
Родена е през 1889 г. в Пазарджик, в семейството на Екатерина и Борис Доспевски, син на видния художник Станислав Доспевски и общественичката Мариола Доспевска, като първото от петте им деца, дъщери, две от които умират като малки.
Завършва средното си образование в Софийската девическа гимназия през 1908 г. След това получава европейско художническо образование в Мюнхен, Германия, учейки от 1908 до 1911 г. в известната Дамска академия на Дружеството на жените художнички (Damen Akademie des Künstlerinnen - Vereins München e. V.) на проф. Хайнрих Книр, в което се преподава по програмата на Мюнхенската художествена академия, където не се допускат жени. В курсовете по живопис се среща с Елисавета Консулова-Вазова, която специализира в институцията през 1909 – 1910 г. Запазени са няколко творби на Мария Доспевска от този период.
През 1911 г. се връща в България и става учителка по рисуване в Разград. През периода 1911 – 1915 г. е волнонаемна учителка в Девическата гимназия, според някои изследователи, а според други това е през периода 1914 – 1917 г. (три учебни години: 1914/15; 1915/16; 1916/17). Запазени са няколко от рисунките ѝ на нейни възпитанички. През 1915 г. Мария Доспевска е рисувана от Драган Данаилов, възпитаник на Академията за изящни изкуства в Торино, учител и директор на гимназията в Разград. Портретът, изпълнен в дивизионистично-експресивната стилистика на художника, се намира в Художествената галерия в Разград.
Допуска се, че е прекарала известно време в чужбина при сестра си Йорданка, цигуларка, концертирала в Европа. След учителстването в Разград Мария Доспевска се връща в родния си град Пазарджик.  Започва да преподава, като голяма част от учениците ѝ са бедни деца и тя ги учи безплатно. В Пазарджик се посвещава на учението на Петър Дънов, чийто последовател (един от първите в Пазарджик) е и баща ѝ, както и сестрите ѝ Йорданка и Христина.
По спомените на съвременници била високо интелигентна и изнасяла сказки в Благотворителното женско дружество, основано от баба ѝ Мариола Доспевска. Била привърженичка на вегетарианството. Имала лечителски способности: приготвяла лекарства, лекувала болни. Учила децата да рисуват, одухотворявайки предметите. Преди да бъде национализиран наследеният от баща им чифлик и земи, Мария и сестрите ѝ го превърнали в комуна на последователите на духовната школа на Дънов.
През последните години от живота си сестрите Доспевски живеят много скромно и бедно. От бащината им къща, национализирана през 1947 г., са изнесени много от скъпите мебели, килими, вещи на семейството, доставени от Виена и Париж, както и цигулката Страдивариус на Йорданка, ценни книги и документи от семейния архив. На сестрите е дадена една стая. Едва оцеляват, някогашни техни ученици и ратаи им носят плодове и зеленчуци. Йорданка умира през 1959 г., за погребението ѝ Мария търси помощ от Окръжния пенсионен отдел.
Мария Доспевска умира през 1972 г.

## Творчество
Мария Доспевска работи с маслена и акварелна техника. Запазените ѝ творби (академични рисунки, скици и живописни картини) са от периода от 1910 г. до 30-те години на XX век. Създава портретни творби (включително детски портрети), пейзажи и натюрморти. Живописта е пленерно изпълнена, с предпочитани и търсени от нея импресионистични ефекти. В портретите се проявява усетът ѝ към духовните настроения на моделите ѝ. Автопортретите ѝ разкриват нейния вътрешен мир и според изследователите основното, което прави впечатление, е откритото лице и настроението в очите на художничката, като са особено интересни от психологична и човешка гледна точка.
В галерията „Станислав Доспевски“ в Пазарджик се пазят повече от 50 живописни творби и няколко академични рисунки на Мария Доспевска, които са реставрирани.
През май 2014 г. е открита първата изложба с картините на Мария Доспевска в родната ѝ къща.